# Pfalzen
Pfalzen är en ort och kommun i provinsen Sydtyrolen i regionen Trentino-Sydtyrolen i Italien. Kommunen hade 2 823 invånare (2018).